# Station Okoły
Station Okoły is een spoorwegstation in de Poolse plaats Okoły.